# Hermodr
Hermodr (Norueguês antigo Hermóðr, significando guerreiro, divisão ou guerra), também conhecido como Hermod, é, na mitologia escandinava, filho do Deus nórdico Odin e da Deusa Frigga.
Além de ser o mensageiro dos deuses é também aquele que carrega as almas dos mortos para o submundo.
Quando os deuses precisaram da ajuda de alguém para pedir a Hela a alma de Balder, foi Hermod que se deu por voluntário. Odin em agradecimento o emprestou seu cavalo Sleipnir. Ao chegar ao Niflheim, Hermod pediu a Hela que deixasse seu irmão voltar. Hela impôs a condição de que todas criaturas deveriam chorar ou implorar por sua volta. Todos os seres animados e inanimados choraram e imploraram a volta de Balder, exceto a giganta Thok, na verdade, Loki disfarçado, que não o fez. E assim, Balder não pôde voltar.